# عبدالله علی (بازیکن فوتبال اماراتی)
عبدالله علی (انگلیسی: Abdullah Ali؛ زادهٔ ۲۱ فوریهٔ ۱۹۸۵) یک بازیکن فوتبال اصالتا بلوچ اهل امارات متحده عربی است.